# Fernando Vergara Caicedo
Fernando de Vergara Azcárate y Caicedo, Fray Fernando de Vergara y Caicedo o Fray Ignacio (Santafé, Virreinato de la Nueva Granada, 27 de mayo de 1763-España, 1804) fue un abogado, matemático, filósofo y monje de la Trapa. 
Es reconocido por ser discípulo de José Celestino Mutis y su sustituto como profesor en la Universidad del Rosario dando la cátedra de matemáticas, y así formó a varias personalidades de la generación de la Independencia de Colombia.

## Biografía
Fue hijo del regente Francisco de Vergara Azcárate y Gómez de Sandoval y de Petronila Caicedo Vélez Ladrón de Guevara. Colegial del Rosario y en 1781 recibió una beca real otorgada por el virrey Manuel Antonio Flórez, obteniendo el grado de bachiller en filosofía, derecho canónico y licenciado en cánones. Años más tarde, se convirtió en abogado ante la Real Audiencia de Santafé.
Estudió bajo la dirección de Francisco Moreno y Escandón, siguiendo el plan de estudios de José Eloy Valenzuela en su curso de filosofía inaugurado en octubre de 1777. También fue discípulo de José Celestino Mutis entre 1774 y 1779, siendo designado como profesor para sustituirlo en la institución.
Vergara en 1785 ya era profesor y envió una carta al virrey arzobispo Antonio Caballero y Góngora, con la recomendación de José Celestino Mutis, solicitando la reapertura de la cátedra de matemáticas en el Colegio del Rosario. El patrocinio del virrey a la expedición botánica mostró que los beneficios de la ciencia moderna debían ser divulgados y que el equipo investigador de Mutis constituía una facultad de ciencias importante. Por ello, decidieron reabrir la cátedra el 29 de enero de 1787, formando y educando a muchos criollos que luego participarían en las independencias y serían próceres, como Francisco José de Caldas, Camilo Torres Tenorio, Domingo Caicedo, Atanasio Girardot, Manue Rodríguez Torices y Antonio Nariño.
En 1786, fue nombrado por el virrey arzobispo Antonio Caballero y Góngora como profesor sustituto de la cátedra de matemáticas de la Universidad del Rosario, en ausencia de José Celestino Mutis, quien estaba ocupado con la Real Expedición Botánica del Nuevo Reino de Granada, Continuando con la obra de Mutis desde las aulas.
Colaboró constantemente con el Sabio Mutis, fue profesor de física experimental en el seminario de mineralogía. Este seminario fue establecido para fomentar el interés en la expedición botánica y registraba las observaciones meteorológicas del reino de la Nueva Granada. Vergara se ganó la estimación del promotor y director de la expedición botánica, como lo evidencia la siguiente carta;
Santafé, 13 de julio de 1789:

«…Desde que Dn. Fernando de Vergara hacía sus primeros estudios, en el Colegio Mayor del Rosaro de esta Capital oí a personas de inteligencia aplaudir sus talentos y  su inclinación a instruirse con perfección...Finalmente las bellas qualidades de este sujeto, que me constan
por experiencia, su constancia en el trabajo, su aplicación al estudio,
las grandes luzes, que por él se ha adquirido, su formalidad y buena
conducta, el buen crédito con qe. exercita la Abogacía ...Tal ha sido el aprecio que me ha mericido este sujeto.¨»
José Celestino Mutis

En 1788, comenzó a trabajar en el cabildo de Santafé, llegando a ser juez asesor, agente fiscal de la Real Audiencia y regidor de Santafé entre 1793 y 1795. Durante esos años, inició el proceso contra su exalumno Antonio Nariño y su sobrino José de Ayala y Vergara por los delitos de sublevación y la publicación de los Derechos del Hombre. Como parte del cabildo, Fernando protestó por la actuación de los oidores y buscó más participación del cabildo en estos procesos. Junto al alcalde Eustaquio Galavís, el regidor José Caicedo y el procurador general Tomás Tenorio y Carvajal, elevaron su protesta en una carta al rey. El regidor Caicedo envió la carta a fines de 1795. El rey Carlos IV estuvo de acuerdo con los reclamos de los vocales del cabildo y reconoció la lealtad de la ciudad. 
Desde 1797, Fernando fue provisor teniente de gobernador, asesor y auditor de guerra de Popayán. Fue elegido como vicerrector del Colegio del Rosario, pero esto le impidió asesorar al cabildo y ejercer como abogado, por lo cual también decidió renunciar. Ese mismo año, fue designado por el rey Carlos IV como teniente de gobernador, asesor y auditor de guerra de la provincia de Popayán, cargo que también rechazó debido a un llamado espiritual, poco después pide volverse un monje capuchino.
En 1800, se hizo monje y ayudado por Luis Caycedo y Flórez y Antonio Villavicencio viajó a España al Monasterio de Santa María de la Trapa de Santa Susana en Aragón, lugar donde murió en 1804 como Fray Ignacio.
Su historia es recordada en diferentes publicaciones desde 1829, más espeficiamente en Historia santafereña-Fray Ignacio que le hizo uno de sus parientes José María Vergara y Vergara.